# فضل (بوذية)
الفضل (بالسنسكريتية: بونيا، بالبالية: بونيا) مفهوم أساسي في الأخلاق البوذية. الفضل هو القوة الخيّرة الحامية التي تتراكم نتيجة الأفعال والأقوال والأفكار الصالحة. صناعة الفضل مهمة في الديانة البوذية: الفضل يأتي بالنتائج الصالحة المقبولة، ويحدد مستوى الحياة التالية ويُسهم في نمو الإنسان باتجاه الاستنارة. بالإضافة إلى ذلك، الفضل يُشارك مع محبوب ميت، ليساعد هذا الميت في وجوده الجديد. على الرغم من تحديث المفهوم، يبقى أساسيًّا في الدول البوذية التقليدية، وله أثر كبير على الاقتصادات الريفية في هذه البلدان.
الفضل مرتبط بمفاهيم النقاء والصلاح. قبل البوذية، كان الفضل يستعمل من ناحية عبادة الأسلاف، أما في البوذية فاكتسب معنى أخلاقيًّا أعمّ. الفضل هو القوة التي تأتي بها الأفعال الصالحة، وهي قادرة على جذب النتائج الصالحة في حياة الإنسان، وعلى تحسين عقله وصحته الداخلية. بل ويؤثر الفضل في الحيوات التالية، وفي مصير الإنسان في الولادة التالية. عكس الفضل هو النقص، ويعتقَد أن الفضل قادر على إضعاف النقص. لا شك أن الفضل مرتبط بالطريق إلى النيرفانا نفسها، ولكن كثيرا من الباحثين يقولون إن هذا مرتبط بأنواع خاصة من الفضل.
يمكن اكتساب الفضل بعدة طرق، منها الإنفاق والفضيلة والتطور الذهني. ويُضاف إلى هذا كثير من الطرق المشروحة في النصوص البوذية القديمة. مفهوم الكوسالا المشابه أيضًا معروف، ولكنه يختلف عن الفضل في بعض التفاصيل. أنفع طرق صناعة الفضل هي الأفعال الصالحة تجاه الجواهر الثلاثة، البوذا وتعاليمه، الدارما، والسانغا. في المجتمعات البوذية، نمت مجموعة متنوعة من ممارسات صناعة الفضل عبر العصور، بعضها مشتمل على تضحية عظيمة بالذات. أصبح الفضل جزءًا من الطقوس والممارسة اليومية والأسبوعية والاحتفالات. بالإضافة إلى هذا، ينتشر عُرف نقل الفضل إلى أحد أقرباء صاحبه المتوفين، وأصل هذا العرف محل جدال بين العلماء. الفضل مهمّ جدًّا في المجتمعات البوذية، إلى درجة أن شرعية الملوك كانت تفسَّر به، ولم تزل.
في المجتمع الحديث، انتُقدت صناعة الفضل على أنها مادّية، ولكنها لم تزل واسعة الانتشار في كثير من المجتمعات. يمكن أن نرى آثار بعض الاعتقادات في صناعة الفضل في ثورات فو مي بون التي حدثت في القرون الأخيرة، وفي إحياء بعض أشكال صناعة الفضل، منها إطلاق الفضل الذي نوقش كثيرًا.

## التعريف
تترجم كلمة بونيا إلى «جدارة، فعل يستحق التقدير، فضيلة». بيّن المفسّر التيرافادي دامابالا الفضل بقوله «سانتانام بوناتي فيسوديتي»، أي إنه «يطهّر استمرار الحياة». وعكسه مفهوم أبونيا (النقص) أو بابا («عقيم، قفر، مضر، جالب للحظ السيئ»)، ولم تزل كلمة بابا هي الأشيع للدلالة عليه. مصطلح الفضل، وهو في الأصل مصطلح يهودي مسيحي، استُعمل في القسم الأخير من القرن العشرين تدريجيًّا ليصبح ترجمة للمصطلح البوذي بونيا. لكن المصطلح البوذي فيه معنًى أبعَد عن الديمومة من المصطلح المترجم، والمصطلح البوذي ليس فيه معنى الاستحقاق.
قبل صعود البوذية، كان الفضل يستعمل في سياق القربان البراهماني، وكان يعتقد أن الفضل الذي يكتَسب بهذا القربان يأخذ صاحب القربان إلى جنّى «الآباء» (بالسنسكريتية: بتر، بيتارا). ثم في فترة الأوباناشيدات، تأسس مفهوم التناسخ واعتُقد أن الحياة في السماء تتحدد على أساس الفضل المجمَّع في الحيوات السابقة، ولكن التركيز على مفهوم الآباء لم يتغيّر حقًّا. في البوذية، رُفض مفهوم الجنّة الأبدية، واعتُقد أن الفضل يساعد الإنسان على أن تكون حياته التالية في جنّة مؤقتة. لم يعد الفضل نتيجة طقس، بل أصبح له معنًى ودور أخلاقي.
في شريعة بالي (التيبيتاكا، وهي النصوص البوذية المقدسة) يؤكَّد على أهمية الفضل كثيرًا. الفضل بالعموم مفهوم أساسي في الأخلاقيات البوذية، في كل التراثات البوذية تقريبًا. صناعة الفضل مهمة للممارسة البوذية في المجتمعات البوذية.
الفضل هو «قوة خيّرة حامية تمتدّ فترة طويلة من الزمان» (بارند جان تيرويل) وهو نتيجة الأفعال الصالحة (بالبالية: كاما، بالسنسكريتية: كارما) سواء أكانت أفعالًا جسمية أو كلمات أو أفكارًا. يدلّ تعريف الكلمة باللغة البالية (وهي لغة بوذية التيرافادا المعتنقة في سريلانكا وتايلندا وميانمار وغيرها)، على أن هذه القوة مرتبطة بصلاح العقل وطهارته. في المجتمعات البوذية التقليدية، يعتقد أن الفضل أدوَم من الطقوس السحرية أو عبادة الأرواح أو القوى العلمانية. أفعال الفضل تأتي بالنتائج الصالحة المقبولة، والأفعال الناقصة تأتي بالنتائج السيئة المرفوضة. ينشأ مزيج من هذين في حياة الإنسان. إن المجانسة الكارمية (بالبالية: كاما-ساريكاتا) أو «رد الفعل الكوني التلقائي» (بروكو) فكرة عامة موجودة في النصوص والمجتمعات البوذية، وهي تفسر اختلاف الناس في حياتهم ومعيشتهم. الكارما طبيعية ومنظمة لنفسها، وتعمل من دون تدخل إلهي، والنيّة الإنسانية أساسية فيها. داخليًّا، يجعل الفضل العقل سعيدًا وفاضلًا. خارجيًّا، يأتي الفضل بنتائج صالحة، كالحياة الطويلة والصحة والثروة، وكذلك الشخصية والقدرات التي تولد مع المرء، إنما هي من أفضال جُمعت في الحيوات السابقة، والعكس بالعكس بالنسبة للنقص. قد يأخذ الفضل والنقص في حياة الإنسان وقتًا ليجني ثماره. يسبب الفضل والنقص مستقبلًا صالحًا أو فاسدًا على الترتيب، ويشمل هذا الحيوات اللاحقة. المصير الفاسد بعد التناسخ قد ينجم عن النقص، ولكن انعدام الفضل في نفسه قد يؤدي إلى الولادة في مكان غير سعيد. عندما يولَد الإنسان في حياة سعيدة، يبقى هنالك ما دام فضله. لذا، تقول النصوص البوذية إن الناس لا يأخذون معهم شيئًا عند الموت، إلا الفضل والنقص الذي فعلوه في حياتهم، وهو ما سيؤثر في مستقبلهم. يمكن تجميع الفضل بمقادير مختلفة، ويمكن حفظه، ولكن له صفة غير دائمة: يمكن أن يزول. بتلخيص النص البوذي ميليندا بنها، استنتج بعض الباحثين أن الفضل أقوى من النقص. بل إن اجتماع وفرة من الأفضال له القوة على منع حصول أثر النقص، بدفع هذه الآثار «إلى آخر الصف» (ريتشارد غومبريتش)، ولكن النقص لا يمكن أن يُلغى أبدًا.
كل هذه المنافع للفضل (بالبالية: أنيسامسا، بالسنسكريتية: أنوسامسا)، سواء أكانت داخلية أو خارجية، هي هدف صناعة الفضل، وهي خاضعة للتعاليم والنصوص الدارمية. لذا، فالفضل هو أساس النعيم السماوي في المستقبل، وفي بعض الدول يعتقد أنه يشارك في تحسين حال البلد. ولإيمان الناس بهذه الآثار النافعة للفضل، يشبَّه أحيانًا بالماء البارد، الذي يصبّ أو الذي يستحمّ فيه. يستعمل هذا الرمز في طقوس نقل الفضل مثلًا.

## النقاش في النصوص التقليدية

### نقاش عام
الفضل ليس مجرّد مفهوم، بل هو طريقة حياة. تحدد شريعة بالي أسس الفضل، مرتّبة حسب الصعوبة:
- العطاء (دانا مايا)
- الفضيلة (سيلا مايا)
- التطوّر الذهني (بافانا مايا)

في النصوص والشعائر البوذية، العطاء هو أسهل أسس الفضل. يساعد العطاء على التغلّب على الأنانية ويطمئن العقل، ويجهّزه لممارسة الفضيلة. يعتبر العطاء أيضًا نوعًا من الادخار، لأنه في التناسخ يتلقّى الناس ما أعطوه من قبل. أما الفضيلة، فتشمل ثلاثة من ثمانية نواح في الطريق الثماني، وهو الطريق الأساسي في التعاليم البوذية: القول الحق، والفعل الحق، والعيش الحق. لأن الفضيلة هي المعيار الأساسي للأخلاق في البوذية، فهي عادة تشمل الالتزام بخمسة تعاليم، ولو أنه يمكن الالتزام بالتعاليم الثمانية بين الحين والآخر. التعاليم الخمسة هي جزء من الطقوس البوذية، وهي فضل في نفسها، تساعد ممارسها على القوة والصحة. فوائد ممارسة هذه الأسس الثلاث للفضل ملخصة في ثلاثة أنواع من السعادة: سعادة الإنسان، والسعادة في السماء، والسعادة في النيرفانا. عندما يموت الإنسان، يعتمد العالم الذي سيُبعَث فيه على شدّة التزامه بهذه الأسس الثلاثة للفضل. ولكن التطوّر الذهني وحده هو الذي يستطيع أن يرتقي بالإنسان إلى أعلى العوالم السماوية، أو النيرفانا.